# My Grandfather's Clock

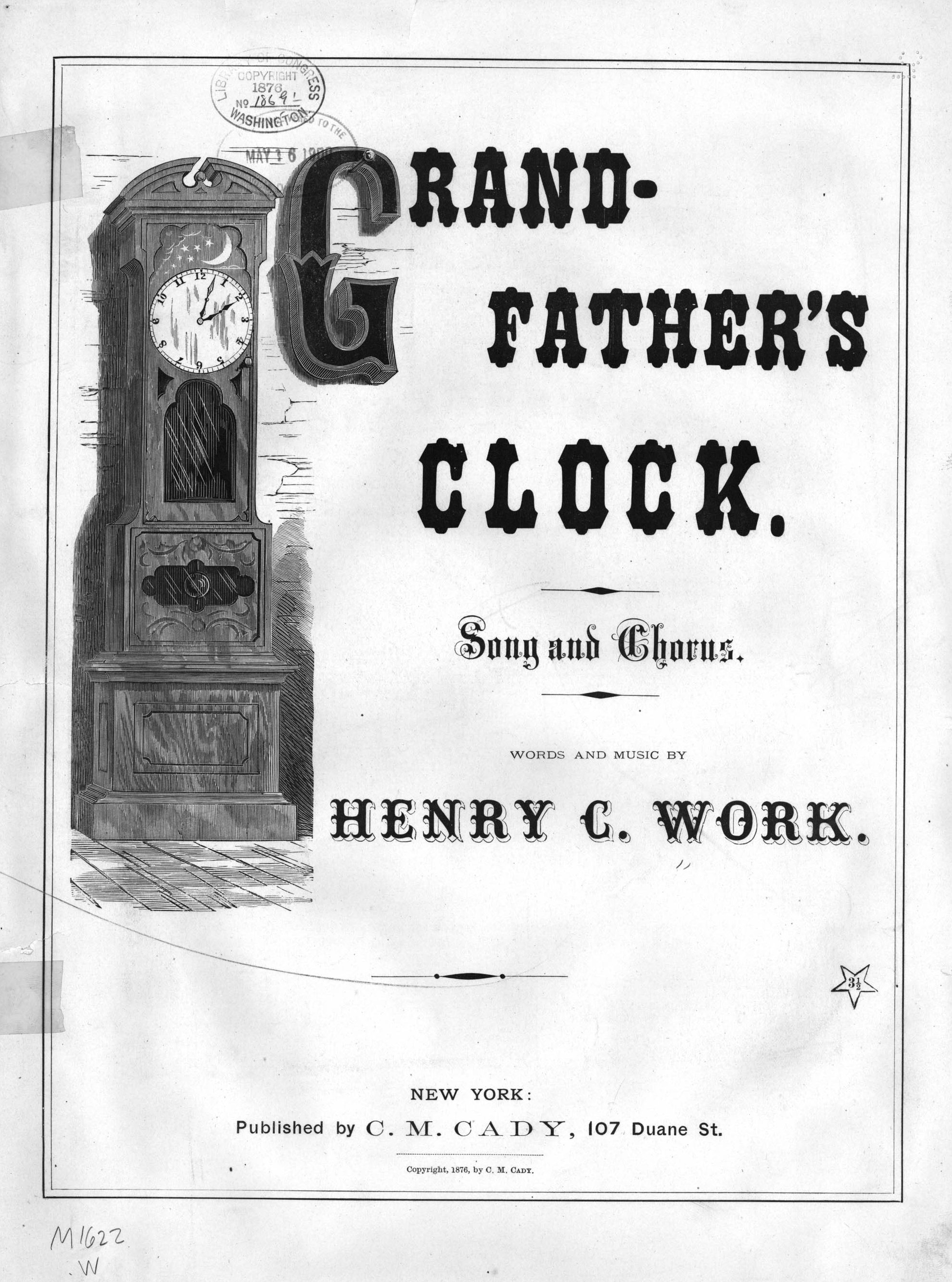
Couverture de la partition originale de la chanson (1876)

 (octobre 2009).
Si vous disposez d'ouvrages ou d'articles de référence ou si vous connaissez des sites web de qualité traitant du thème abordé ici, merci de compléter l'article en donnant les références utiles à sa vérifiabilité et en les liant à la section « Notes et références ».
My Grandfather's Clock est une chanson américaine écrite en 1876 par Henry Clay Work, l'auteur de Marching Through Georgia. Il s'agit d'un standard des brass bands britanniques, qui se retrouve également dans le genre bluegrass. L'enregistrement le plus ancien connu de nos jours date de 1905, interprété par Harry Macdonough et le Haydn Quartet.

## Scénario
L'histoire, contée du point du vue d'un petit-fils, parle de l'horloge de son grand-père.
L'horloge est achetée le matin du jour de naissance du grand-père, et marche parfaitement pendant 90 ans, ne nécessitant que d'être remontée à la fin de chaque semaine.
L'horloge semble être au courant de ce qui se passe dans la vie du grand-père, des bons et des mauvais évènements. Elle sonne 24 coups quand celui-ci ramène sa nouvelle femme chez lui, puis sonne une alarme vers la fin de sa vie, ce que la famille reconnait comme étant augure de sa mort et le rejoint près de son lit. Après le décès du grand-père, l'horloge s'arrête soudainement, et ne remarche plus jamais.

## Postériorité
Henry Work publie une séquelle à cette musique deux ans plus tard, où le petit-fils reprend son rôle de narrateur. Celui-ci se lamente sur le sort de l'horloge qui ne sonne plus : vendue à un brocanteur, elle finit démontée, ses pièces vendues et son meuble transformée en bois de cheminée. Elle est remplacée dans la maison du grand-père par une horloge murale, que le petit-fils n'apprécie guère, la qualifiant de "chose vaine coincée sur le mur". Cependant, cette séquelle n'a pas atteint la popularité de l'original.
Cette musique a été réinterprétée dans de nombreuses langues, qui peuvent parfois modifier le ton de celle-ci. Ainsi, dans une version tchèque, la chanson se poursuit sur une note positive, avec le petit-fils achetant une horloge le jour de la naissance de son fils, perpétuant ainsi la tradition.
"My Grandfather's clock" connait également une popularité au Japon depuis 1962, quand NHK utilise la version de Tachikawa Sumito dans son programme musical Minna no uta, accompagnée d'une séquence animée. La chanson est devenue courante dans les programmes éducatifs télévisés japonais depuis.